# Flugvikt i boxning vid olympiska sommarspelen 1972
Resultat från boxning vid olympiska sommarspelen 1972 och herrarnas flugvikt. Boxarna vägde under 51 kg. Tävlingarna arrangerades i München.

## Medaljörer
| Klass    | Guld                          | Silver                | Brons                    |
| Flugvikt | Georgi Kostadinov · Bulgarien | Leo Rwabwogo · Uganda | Leszek Blazynski · Polen |
| Flugvikt | Georgi Kostadinov · Bulgarien | Leo Rwabwogo · Uganda | Douglas Rodríguez · Kuba |

## Resultat

### Första rundan
| Vinnare                  | Resultat      | Förlorare              |
| Första rundan            | Första rundan | Första rundan          |
| ------------------------ | ------------- | ---------------------- |
| Leo Rwabwogo (UGA)       | 5-0           | Jorge Acuña (URU)      |
| Maurice O'Sullivan (GBR) | 3-2           | Rabah Kaloufi (FRA)    |
| Fujio Nagai (JPN)        | 4-1           | Renato Fortaleza (PHI) |
| Douglas Rodríguez (CUB)  | 5-0           | Jorge Mejia (ECU)      |
| Gerd Schubert (FRG)      | WO            | Phar Khong (CAM)       |
| Orn-Chim Chawalit (THA)  | WO            | Sandor Orbán (HUN)     |
| Arturo Delgado (MEX)     | TKO-3         | Salvador Miranda (NIC) |

### Andra rundan
| Vinnare                  | Resultat     | Förlorare                 |
| Andra rundan             | Andra rundan | Andra rundan              |
| ------------------------ | ------------ | ------------------------- |
| Leszek Blazynski (POL)   | 3-2          | Chander Narayanan (IND)   |
| You Man-Chong (KOR)      | 5-0          | Saidi Tambwe (TAN)        |
| Niamdash Batsuren (MGL)  | 4-1          | Antonio García (ESP)      |
| Calixto Perez (COL)      | 5-0          | Martin Vargas (CHI)       |
| Tim Dement (USA)         | 5-0          | Ali Gharbi (TUN)          |
| Georgi Kostadinov (BUL)  | TKO-2        | Jan Balouch (PAK)         |
| Chris Ius (CAN)          | 3-2          | Ali Ouabbou (MAR)         |
| Boris Zoriktujev (URS)   | TKO-3        | Dawla Vanlal (BUR)        |
| Franco Udella (ITA)      | 5-0          | Felix Maina (KEN)         |
| Constantin Gruescu (ROU) | 5-0          | Kemal Sonunur (TUR)       |
| Douglas Rodríguez (CUB)  | 5-0          | Fujio Nagai (JPN)         |
| Leo Rwabwogo (UGA)       | TKO-1        | Maurice O'Sullivan (GBR)  |
| Orn-Chim Chawalit (THA)  | 4-1          | Gerd Schubert (FRG)       |
| Mohamed Selim (EGY)      | 4-1          | Wilfredo Gómez (PUR)      |
| Neil McLaughlin (IRL)    | 5-0          | Abaker Saed Mohamed (SUD) |

### Tredje rundan
| Vinnare                 | Resultat      | Förlorare                |
| Tredje rundan           | Tredje rundan | Tredje rundan            |
| ----------------------- | ------------- | ------------------------ |
| Leszek Blazynski (POL)  | 5-0           | Arturo Delgado (MEX)     |
| You Man-Chong (KOR)     | 4-1           | Niamdash Batsuren (MGL)  |
| Calixto Perez (COL)     | 5-0           | Tim Dement (USA)         |
| Georgi Kostadinov (BUL) | 5-0           | Chris Ius (CAN)          |
| Boris Zoriktujev (URS)  | 4-1           | Franco Udella (ITA)      |
| Douglas Rodríguez (CUB) | 3-2           | Constantin Gruescu (ROU) |
| Leo Rwabwogo (UGA)      | 4-1           | Orn-Chim Chawalit (THA)  |
| Neil McLaughlin (IRL)   | KO-2          | Mohamed Selim (EGY)      |

### Kvartsfinaler
| Vinnare                 | Resultat      | Förlorare              |
| Kvartsfinaler           | Kvartsfinaler | Kvartsfinaler          |
| ----------------------- | ------------- | ---------------------- |
| Leszek Blazynski (POL)  | 3-2           | You Man-Chong (KOR)    |
| Georgi Kostadinov (BUL) | 3-2           | Calixto Perez (COL)    |
| Douglas Rodríguez (CUB) | TKO-3         | Boris Zoriktujev (URS) |
| Leo Rwabwogo (UGA)      | TKO-3         | Neil McLaughlin (IRL)  |

### Semifinaler
| Vinnare                 | Resultat    | Förlorare               |
| Semifinaler             | Semifinaler | Semifinaler             |
| ----------------------- | ----------- | ----------------------- |
| Georgi Kostadinov (BUL) | 5-0         | Leszek Blazynski (POL)  |
| Leo Rwabwogo (UGA)      | 3-2         | Douglas Rodríguez (CUB) |

### Final
| Vinnare                 | Resultat | Förlorare          |
| Final                   | Final    | Final              |
| ----------------------- | -------- | ------------------ |
| Georgi Kostadinov (BUL) | 5-0      | Leo Rwabwogo (UGA) |